# Заместитель премьер-министра Казахстана
Заместитель премьер-министра Казахстана (каз. Премьер-Министрдің орынбасары) — должность в составе Правительства Казахстана. 
Должности заместителей премьер-министра обычно возглавляют несколько человек, которые осуществляют свою деятельность в соответствии с политикой, установленной премьер-министром Казахстана, и назначаются президентом Казахстана, которые утверждаются Парламентом Казахстана.

## Список заместителей премьер-министра
| Фото | Заместитель премьер-министра        | Сроки              | Сроки            | Премьер-министр                     |
| ---- | ----------------------------------- | ------------------ | ---------------- | ----------------------------------- |
|      | Байкенов, Кадыр Каркабатович        | 25 июня 1991       | 18 января 1993   | Караманов, Узакбай Караманович      |
|      | Жолдасбеков, Мырзатай Жолдасбекович | 25 июня 1991       | 18 января 1993   | Караманов, Узакбай Караманович      |
|      | Турсумбаев, Балташ Молдабаевич      | 25 июня 1991       | 18 января 1993   | Караманов, Узакбай Караманович      |
|      | Турысов, Каратай Турысович          | 25 июня 1991       | 31 августа 1991  | Караманов, Узакбай Караманович      |
|      | Сембаев, Даулет Хамитович           | 16 октября 1991    | 6 февраля 1992   | Терещенко, Сергей Александрович     |
|      | Сосковец, Олег Николаевич           | 6 февраля 1992     | 5 ноября 1992    | Терещенко, Сергей Александрович     |
|      | Жабагин, Асыгат Асиевич             | 18 января 1993     | 1 сентября 1994  | Терещенко, Сергей Александрович     |
|      | Абильсиитов, Галым Абильсиитович    | 18 января 1993     | 11 октября 1994  | Терещенко, Сергей Александрович     |
|      | Султанов, Куаныш Султанович         | 18 января 1993     | 18 марта 1994    | Терещенко, Сергей Александрович     |
|      | Карибжанов, Жаныбек Салимович       | 18 января 1993     | 13 июня 1994     | Терещенко, Сергей Александрович     |
|      | Абишев, Сыздык Жуматаевич           | 22 июня 1993       | 13 июня 1994     | Терещенко, Сергей Александрович     |
|      | Кулагин, Сергей Витальевич          | 22 июня 1993       | 11 октября 1994  | Терещенко, Сергей Александрович     |
|      | Жукеев, Тулеген Тлекович            | 18 марта 1994      | 14 октября 1994  | Терещенко, Сергей Александрович     |
|      | Есимов, Ахметжан Смагулович         | 12 октября 1994    | 4 марта 1996     | Кажегельдин, Акежан Магжанович      |
|      | Метте, Виталий Леонидович           | 12 октября 1994    | 13 марта 1995    | Кажегельдин, Акежан Магжанович      |
|      | Соболев, Виктор Васильевич          | 12 октября 1994    | 14 сентября 1996 | Кажегельдин, Акежан Магжанович      |
|      | Тасмагамбетов, Имангали Нургалиевич | 13 марта 1995      | 10 октября 1997  | Кажегельдин, Акежан Магжанович      |
|      | Шайкенов, Нагашбай Амангалеевич     | 3 июля 1995        | 4 ноября 1996    | Кажегельдин, Акежан Магжанович      |
|      | Макиевский, Николай Михайлович      | 10 января 1996     | 15 ноября 1996   | Кажегельдин, Акежан Магжанович      |
|      | Карибжанов, Жаныбек Салимович       | 4 марта 1996       | 2 июля 1997      | Кажегельдин, Акежан Магжанович      |
|      | Штойк, Гарри Гвидович               | 8 мая 1996         | 28 октября 1996  | Кажегельдин, Акежан Магжанович      |
|      | Павлов, Александр Сергеевич         | 14 сентября 1996   | 3 октября 1999   | Кажегельдин, Акежан Магжанович      |
|      | Дуйсенов, Дюсембай Тюлеубаевич      | 28 октября 1996    | 16 июня 1997     | Кажегельдин, Акежан Магжанович      |
|      | Шукеев, Умирзак Естаевич            | 13 июля 1997       | 10 октября 1997  | Кажегельдин, Акежан Магжанович      |
|      | Турсумбаев, Балташ Молдабаевич      | 25 октября 1998    | 2 ноября 1999    | Балгимбаев, Нурлан Утепович         |
|      | Жандосов, Ораз Алиевич              | 22 января 1999     | 12 октября 1999  | Балгимбаев, Нурлан Утепович         |
|      | Токаев, Касым-Жомарт Кемелевич      | 15 марта 1999      | 1 октября 1999   | Балгимбаев, Нурлан Утепович         |
|      | Утембаев, Ерик Мылтыкбаевич         | 12 октября 1999    | 20 декабря 2000  | Токаев, Касым-Жомарт Кемелевич      |
|      | Утембаев, Ержан Абулхаирович        | 12 октября 1999    | 20 декабря 2000  | Токаев, Касым-Жомарт Кемелевич      |
|      | Ахметов, Даниал Кенжетаевич         | 12 октября 1999    | 21 декабря 2000  | Токаев, Касым-Жомарт Кемелевич      |
|      | Жандосов, Ораз Алиевич              | 20 декабря 2000    | 21 ноября 2001   | Токаев, Касым-Жомарт Кемелевич      |
|      | Тасмагамбетов, Имангали Нургалиевич | 17 декабря 2000    | 29 января 2002   | Токаев, Касым-Жомарт Кемелевич      |
|      | Школьник, Владимир Сергеевич        | 13 декабря 2000    | 29 января 2002   | Токаев, Касым-Жомарт Кемелевич      |
|      | Масимов, Карим Кажимканович         | 27 ноября 2001     | 13 июня 2003     | Токаев, Касым-Жомарт Кемелевич      |
|      | Павлов, Александр Сергеевич         | 29 января 2002     | 28 августа 2002  | Тасмагамбетов, Имангали Нургалиевич |
|      | Мухамеджанов, Бауржан Алимович      | 29 января 2002     | 13 июня 2003     | Тасмагамбетов, Имангали Нургалиевич |
|      | Есимов, Ахметжан Смагулович         | 28 мая 2002        | 19 января 2006   | Тасмагамбетов, Имангали Нургалиевич |
|      | Мынбаев, Сауат Мухаметбаевич        | 13 июня 2003       | 31 января 2006   | Ахметов, Даниал Кенжетаевич         |
|      | Айтимова, Бырганым Сариевна         | 15 мая 2004        | 13 декабря 2005  | Ахметов, Даниал Кенжетаевич         |
|      | Масимов, Карим Кажимканович         | 18 января 2006     | 10 января 2007   | Ахметов, Даниал Кенжетаевич         |
|      | Мусин, Аслан Еспулаевич             | 10 января 2007     | 27 августа 2007  | Масимов, Карим Кажимканович         |
|      | Шукеев, Умирзак Естаевич            | 27 августа 2007    | 3 марта 2009     | Масимов, Карим Кажимканович         |
|      | Орынбаев, Ербол Турмаханович        | 29 октября 2007    | 6 октября 2008   | Масимов, Карим Кажимканович         |
|      | Ахметов, Серик Ныгметович           | 3 марта 2009       | 19 ноября 2009   | Масимов, Карим Кажимканович         |
|      | Исекешев, Асет Орентаевич           | 12 марта 2010      | 6 августа 2014   | Масимов, Карим Кажимканович         |
|      | Орынбаев, Ербол Турмаханович        | 11 апреля 2011     | 28 ноября 2013   | Масимов, Карим Кажимканович         |
|      | Кушербаев, Крымбек Елеуович         | 20 января 2012     | 17 января 2013   | Масимов, Карим Кажимканович         |
|      | Келимбетов, Кайрат Нематович        | 20 января 2012     | 1 октября 2013   | Масимов, Карим Кажимканович         |
|      | Султанов, Бахыт Турлыханович        | 6 ноября 2013      | 11 ноября 2018   | Ахметов, Серик Ныгметович           |
|      | Абдыкаликова, Гульшара Наушаевна    | 28 ноября 2013     | 11 ноября 2014   | Ахметов, Серик Ныгметович           |
|      | Сапарбаев, Бердибек Машбекович      | 11 ноября 2014     | 11 сентября 2015 | Масимов, Карим Кажимканович         |
|      | Назарбаева, Дарига Нурсултановна    | 11 сентября 2015   | 13 сентября 2016 | Масимов, Карим Кажимканович         |
|      | Мырзахметов, Аскар Исабекович       | 14 июня 2016       | 15 декабря 2017  | Масимов, Карим Кажимканович         |
|      | Тасмагамбетов, Имангали Нургалиевич | 13 сентября 2016   | 3 февраля 2017   | Сагинтаев, Бакытжан Абдирович       |
|      | Жумагалиев, Аскар Куанышевич        | 29 августа 2017    | 25 февраля 2019  | Сагинтаев, Бакытжан Абдирович       |
|      | Досаев, Ерболат Аскарбекович        | 29 августа 2017    | 25 февраля 2019  | Сагинтаев, Бакытжан Абдирович       |
|      | Абдыкаликова, Гульшара Наушаевна    | 25 февраля 2019    | 20 августа 2019  | Мамин, Аскар Узакпаевич             |
|      | Сапарбаев, Бердибек Машбекович      | 20 августа 2019    | 10 февраля 2020  | Мамин, Аскар Узакпаевич             |
|      | Скляр, Роман Васильевич             | 18 сентября 2019   | действующий      | Мамин, Аскар Узакпаевич             |
|      | Тугжанов, Ералы Лукпанович          | 11 февраля 2020    | 31 августа 2022  | Мамин, Аскар Узакпаевич             |
|      | Султанов, Бахыт Турлыханович        | 11 января 2022     | 11 сентября 2022 | Смаилов, Алихан Асханович           |
|      | Тлеуберди, Мухтар Бескенулы         | 11 января 2022     | 14 августа 2023  | Смаилов, Алихан Асханович           |
|      | Жумангарин, Серик Макашевич         | 2 сентября 2022    | действующий      | Смаилов, Алихан Асханович           |
|      | Кульгинов, Алтай Сейдирович         | 9 декабря 2022     | 8 июня 2023      | Смаилов, Алихан Асханович           |
|      | Койшыбаев, Галымжан Тельманович     | 4 января 2023 года | действующий      | Смаилов, Алихан Асханович           |
|      | Дуйсенова, Тамара Босымбековна      | 8 июня 2023        | действующяя      | Смаилов, Алихан Асханович           |
|      | Нуртлеу, Мурат Абугалиевич          | 8 июня 2023        | действующий      | Смаилов, Алихан Асханович           |
|      | Байбазаров, Нурлан Серикович        | 4 января 2024      | действующий      | Бектенов, Олжас Абаевич             |
|      | Бозумбаев, Канат Алдабергенович     | 8 июня 2023        | действующий      | Бектенов, Олжас Абаевич             |